# Abertis
Abertis Infraestructuras — іспанська корпорація-конгломерат. Експлуатує понад 8000 кілометрів доріг в Європі і Америці, керуючи платними дорогами і телекомунікаціями. Головний офіс знаходиться в Барселоні (Каталонія, Іспанія).

## Історія
У квітні 2003 року компанія Acesa Infraestructures, заснована в 1967 році під назвою Autopistas, Concesionaria Española S.A., об'єдналася з компанією Aurea Concessiones de Infraestructures, заснованою в 1971 році під назвою Autopistas de Mare Nostrum, щоб сформувати корпорацію Abertis.
У 2003 — 2005 роках Abertis придбала кілька інших компаній: в грудні 2003 року — компанію Retevision, лідера в сфері прокладання радіо- і телевізійних мереж в Іспанії; в червні 2004 року — компанію Iberpistas, іншого іспанського оператора платних доріг; в грудні 2005 року — компанію Société des Autoroutes du Nord et de l'Est de la France, французького оператора платних доріг. У 2006 році Abertis розпочала спроби з придбання компанії Atlantia (раніше — Autostrade), лідируючого італійського оператора платних доріг, однак угода була перервана в січні 2008 року через опір італійського уряду. Abertis довелося продати свою частку компанії.
19 травня 2008 року Abertis, разом з нью-йоркським Citigroup, запропонували 12,8 мільярдів доларів за оренду Pennsylvania Turnpike, пенсільванської високошвидкісної платної дороги, на 75 років. Однак вони відкликали пропозицію 30 вересня 2008 року, так як зрозуміли, що воно не викликає довіри у влади.
У 2011 році Metropistas, філія Abertis, виграла пільгу на платні дороги PR-22 і PR-5 в Пуерто-Рико.
У 2012 році Abertis придбала Arteris — групу компаній, що займається експлуатацією дев'яти доріг в Бразилії.
У 2015 році компанія придбала компанії Autopista del Sol та Los Libertadores у Чилі.
У 2016 році Abertis в'їхав до Італії через концесіонера A4 Holding. Компанія також придбала 100% компанії Autopista Central в Сантьяго (Чилі). Того ж року Abertis створив Emovis, дочірню компанію, яка займається розробкою та управлінням технологіями та інформаційними послугами, пропонує електронні платні рішення.
У 2017 році група Abertis увійшла до Азії шляхом придбання двох платних доріг в Індії.
У жовтні 2018 року компанія була придбана італійською корпорацією Atlantia, іспанською фірмою ACS Group та німецькою компанією Hochtief.